# Distretto di Quilmaná
Il distretto di Quilmaná è uno dei sedici distretti della provincia di Cañete, in Perù. Si trova nella regione di Lima e si estende su una superficie di 437,4 chilometri quadrati.
Istituito il 15 settembre 1944, ha per capitale la città di Quilmaná.